# 세라 길먼
세라 길먼(영어: Sarah Gilman, 1996년 1월 18일 ~ )은 미국의 배우이다.